# GNU (programma televisivo)
GNU (Geniali, Nuovi, Unici) è stato un programma televisivo italiano di genere commedia, andato in onda su Rai 3 dal 22 marzo 1999, il lunedì in seconda serata per 12 puntate. Il programma è stato preceduto dallo speciale Aspettando GNU, andato in onda domenica 21 marzo alle 20.00 sullo stesso canale.

## Il programma
Ideato da Bruno Voglino, Carlo Aluffi, Maurizio Bianco, Giovanna Ciorciolini, Michele De Pirro, Eros Drusiani, Francesco Patierno e Emilio Pieraccioni, il programma nasce come vetrina per nuovi comici, che sono stati selezionati attraverso un concorso bandito dalla Rai nell'agosto del '98, a cui hanno partecipato 4000 partecipanti tra aspiranti comici e presentatori.

## Cast
La presentatrice del programma era l'attrice svedese Pia Klover, affiancata dalla modella Roberta Del Rosso. Il cast fisso dei comici era composto da Paola Bigatto (che interpreta Beata, la fanciulla dell'Est), Franco Canevesio, Ficarra e Picone (che si esibiscono come duo Chiamata Urbana Urgente), Gabriele Cirilli (interpreta un giovane coatto e la sua fidanzata), Dado Coletti (propone un producer televisivo patito delle nuove tecnologie), Davide Dalfiume, Osvaldo Fresia, Lucio Gardin (interpreta il clown violinista Celestino), Domenico Turchi, Stefano Vigilante e Henry Zaffa. Accanto ad essi ogni puntata ruotavano altri comici e attori, per un totale di circa trenta personaggi.